# Schlesisches Vorgebirge

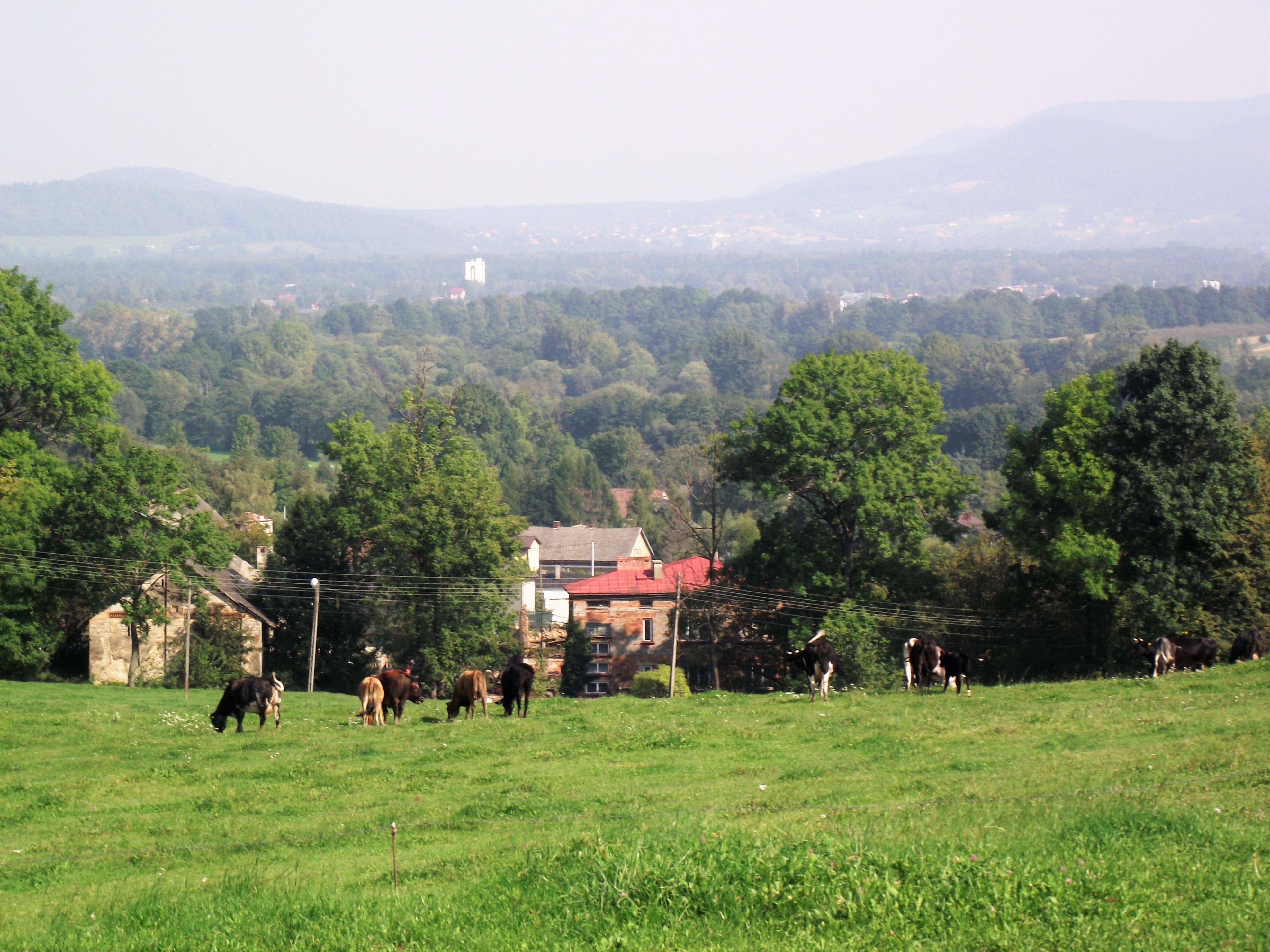
Godziszów

Das Schlesische Vorgebirge (polnisch Pogórze Śląskie; tschechisch Slezské podhůří; schlonsakisch Pogōrze Ślōnske) besteht aus Vorbergen der Westbeskiden im südlichen Polen in der Woiwodschaft Schlesien und Woiwodschaft Kleinpolen. Ihr höchster Gipfel ist der Tuł mit 612 m n.p.m.

## Geographie
Laut Jerzy Kondracki liegt das Vorgebirge zwischen den Flüssen Olsa im Westen und Wieprzówka im Osten. Es ist ein Streifen des Landes nördlich der Schlesischen und Kleinen Beskiden, etwa 5–15 Kilometer breit. Nach Norden geht es in die Ostrauer und Auschwitzer Becken über.
Das Gebiet zwischen Olsa und Biała (in der historischen Landschaft Schlesien) wird auch Pogórze Cieszyńskie (Teschener Vorgebirge) genannt.
Die Städte im Vorgebirge sind Cieszyn (Teschen), Skoczów (Skotschau), Ustroń, Bielsko-Biała (Bielitz-Biala), Kęty (Kenty)  und Andrychów.

## Panorama

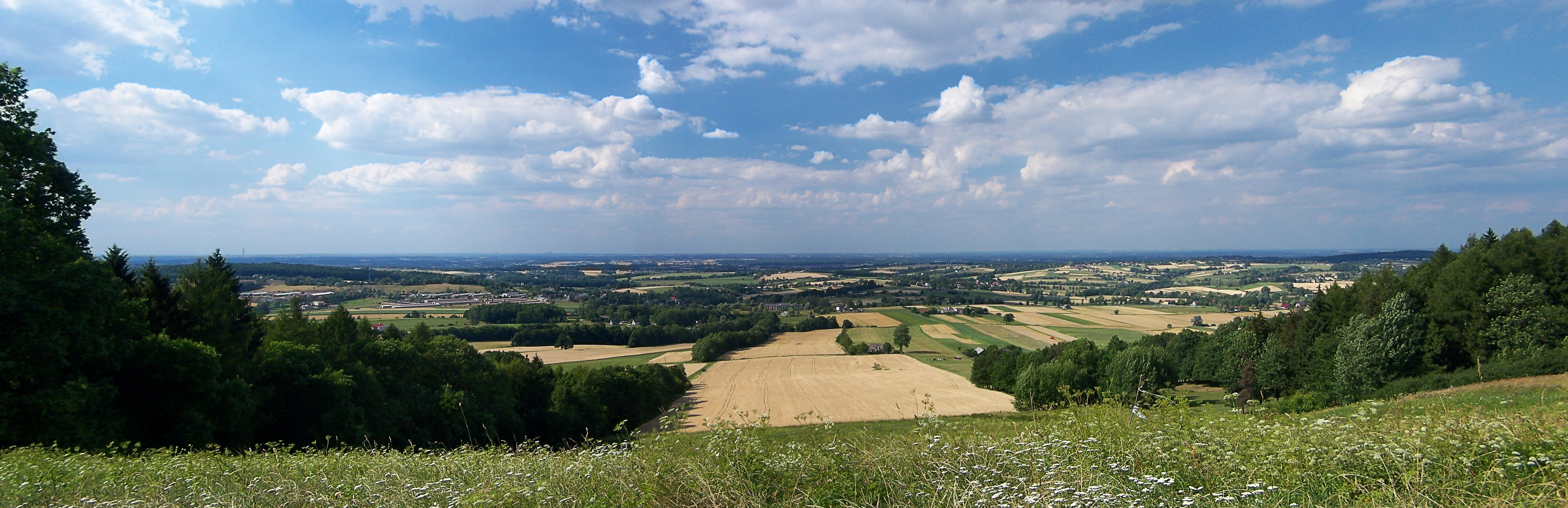
Blick vom Chełm